# エミリアーノ・ブエンディア
エミリアーノ・ブエンディア（Emiliano Buendía, 1996年12月25日 - ）は、アルゼンチン・マル・デル・プラタ出身のプロサッカー選手。アストン・ヴィラFC所属。アルゼンチン代表。ポジションはミッドフィールダー。

## 経歴

### クラブ
2009年にスペインに渡り、レアル・マドリードのカンテラに入団。翌2010年にヘタフェに移り、2014年3月にリザーヴチームのヘタフェBに昇格し、シニアデビュー。2014年12月5日のコパ・デル・レイのエイバル戦でトップチームデビュー。2015年2月1日のアルメリア戦でラ・リーガ初出場。
2015-16シーズン、第6節のレバンテ戦で初ゴールを記録。2016年7月5日にはクラブと初のプロ契約を交わしたが、プロとして臨んだ2016-17シーズンは負傷による離脱もあり目立った結果を残せず、2017-18シーズンはクルトゥラル・レオネサにローン移籍となった。
2018年6月8日、イングランドのノリッジ・シティに4年契約で移籍。2018-19シーズン、ノリッジ・シティはチャンピオンシップで優勝し、2015-16シーズン以来のプレミアリーグ復帰に貢献した。
2019-20シーズン開幕節のリヴァプール戦は1-4で敗れたものの、ブエンディアはテーム・プッキのゴールをアシストした。9月14日のマンチェスター・シティ戦では、2-1で迎えた後半5分に、相手ゴール前でニコラス・オタメンディの背後からボールを奪い取り、プッキのダメ押しゴールを演出。3-2の大金星に貢献した。自身は1ゴール7アシストを記録するなど主力として活躍したが、第35節のウェストハム・ユナイテッド戦に敗れ、降格が決定した。
再び舞台をチャンピオンシップに移した2020-21シーズン、39試合に出場し、15ゴール16アシストを記録する活躍でリーグ優勝とプレミアリーグ復帰に大きく貢献。自身もチャンピオンシップ最優秀選手に選出された。
2021年6月7日、アストン・ヴィラに移籍。移籍金はアストン・ヴィラ史上最高額の3,300万ポンド（約51億円）で、ボーナスを含めると最大3,800万ポンド（約62億円）と報じられた。また、ノリッジ・シティにとってもクラブ史上最高額での売却となった。2021-22シーズン第3節のブレントフォード戦で移籍後初ゴールを挙げた。
2023年夏のプレシーズン、練習中に前十字靭帯を損傷し、後に手術を受け、2023-24シーズン中の復帰が絶望的となり、練習再開まで9か月を要した。2024年7月27日、コロンバス・クルーとのプレシーズンマッチで実戦復帰した。
2025年1月29日、アストン・ヴィラとの契約延長した上で、ドイツのバイエル・レヴァークーゼンにローン移籍。

### 代表
双方の代表資格を有するU-19スペイン代表とU-20アルゼンチン代表に選出され、後者ではFIFA U-20ワールドカップに出場し1ゴールを挙げた。
A代表はアルゼンチンを選択し、2022年2月2日、2022 FIFAワールドカップ・南米予選のコロンビア戦でアルゼンチン代表初キャップ。その後は先述の大怪我もあり代表から遠ざかっていたが、2025年にFIFAワールドカップ予選のメンバーに召集され、6月6日のチリ戦で久々のベンチ入りとなった。

## 個人成績

### クラブ
| 国内大会個人成績 | 国内大会個人成績       | 国内大会個人成績 | 国内大会個人成績   | 国内大会個人成績 | 国内大会個人成績 | 国内大会個人成績 | 国内大会個人成績 | 国内大会個人成績 | 国内大会個人成績 | 国内大会個人成績 | 国内大会個人成績 |
| 年度             | クラブ                 | 背番号           | リーグ             | リーグ戦         | リーグ戦         | リーグ杯         | リーグ杯         | オープン杯       | オープン杯       | 期間通算         | 期間通算         |
| 年度             | クラブ                 | 背番号           | リーグ             | 出場             | 得点             | 出場             | 得点             | 出場             | 得点             | 出場             | 得点             |
| スペイン         | スペイン               | スペイン         | スペイン           | リーグ戦         | リーグ戦         | 国王杯           | 国王杯           | オープン杯       | オープン杯       | 期間通算         | 期間通算         |
| ---------------- | ---------------------- | ---------------- | ------------------ | ---------------- | ---------------- | ---------------- | ---------------- | ---------------- | ---------------- | ---------------- | ---------------- |
| 2014-15          | ヘタフェ               | 32               | ラ・リーガ         | 6                | 0                | 5                | 0                | -                | -                | 11               | 0                |
| 2015-16          | ヘタフェ               | 32               | ラ・リーガ         | 17               | 1                | 0                | 0                | -                | -                | 17               | 1                |
| 2016-17          | ヘタフェ               | 32               | セグンダ           | 12               | 2                | 0                | 0                | -                | -                | 12               | 2                |
| 2017-18          | クルトゥラル・レオネサ | 17               | セグンダ           | 40               | 6                | 2                | 1                | -                | -                | 42               | 7                |
| イングランド     | イングランド           | イングランド     | イングランド       | リーグ戦         | リーグ戦         | FLカップ         | FLカップ         | FAカップ         | FAカップ         | 期間通算         | 期間通算         |
| 2018-19          | ノリッジ・シティ       | 17               | チャンピオンシップ | 38               | 8                | 3                | 0                | 0                | 0                | 41               | 8                |
| 2019-20          | ノリッジ・シティ       | 17               | プレミアリーグ     | 36               | 1                | 1                | 0                | 2                | 0                | 39               | 1                |
| 2020-21          | ノリッジ・シティ       | 17               | チャンピオンシップ | 39               | 15               | 0                | 0                | 2                | 0                | 41               | 15               |
| 2021-22          | アストン・ヴィラ       | 10               | プレミアリーグ     | 35               | 4                | 1                | 0                | 1                | 0                | 37               | 4                |
| 2022-23          | アストン・ヴィラ       | 10               | プレミアリーグ     | 38               | 5                | 2                | 0                | 1                | 0                | 41               | 5                |
| 2023-24          | アストン・ヴィラ       | 10               | プレミアリーグ     | 0                | 0                | 0                | 0                | 0                | 0                | 0                | 0                |
| 2024-25          | アストン・ヴィラ       | 10               | プレミアリーグ     | 12               | 0                | 2                | 0                | 1                | 0                | 15               | 0                |
| ドイツ           | ドイツ                 | ドイツ           | ドイツ             | リーグ戦         | リーグ戦         | リーグ杯         | リーグ杯         | DFBポカール      | DFBポカール      | 期間通算         | 期間通算         |
| 2024-25          | レヴァークーゼン       | 16               | ブンデスリーガ     | 11               | 2                | -                | -                | 1                | 0                | 12               | 2                |
| 通算             | スペイン               | スペイン         | ラ・リーガ         | 23               | 1                | 5                | 0                | -                | -                | 28               | 1                |
| 通算             | スペイン               | スペイン         | セグンダ           | 52               | 8                | 2                | 1                | -                | -                | 54               | 9                |
| 通算             | イングランド           | イングランド     | プレミアリーグ     | 121              | 17               | 8                | 0                | 5                | 0                | 132              | 32               |
| 通算             | イングランド           | イングランド     | チャンピオンシップ | 77               | 23               | 3                | 0                | 2                | 0                | 82               | 23               |
| 通算             | ドイツ                 | ドイツ           | ブンデスリーガ     | 11               | 2                | -                | -                | 1                | 0                | 12               | 2                |
| 総通算           | 総通算                 | 総通算           | 総通算             | 284              | 51               | 18               | 1                | 8                | 0                | 308              | 67               |

### 代表
| アルゼンチン代表 | 国際Aマッチ | 国際Aマッチ |
| 年               | 出場        | 得点        |
| ---------------- | ----------- | ----------- |
| 2022             | 1           | 0           |
| 通算             | 1           | 0           |

## タイトル

### クラブ
ノリッジ・シティ
- EFLチャンピオンシップ（2018-19, 2020-21）[8][15]

### 個人
- クルトゥラル・レオネサ シーズン最優秀選手（2017-18）[7]
- ノリッジ・シティ シーズン最優秀選手（英語版）[28]
- EFLチャンピオンシップ シーズン最優秀選手（2020-21）[16]
- EFLチャンピオンシップ シーズンベストイレヴン（2020-21）[15]